# Британский вклад в Манхэттенский проект

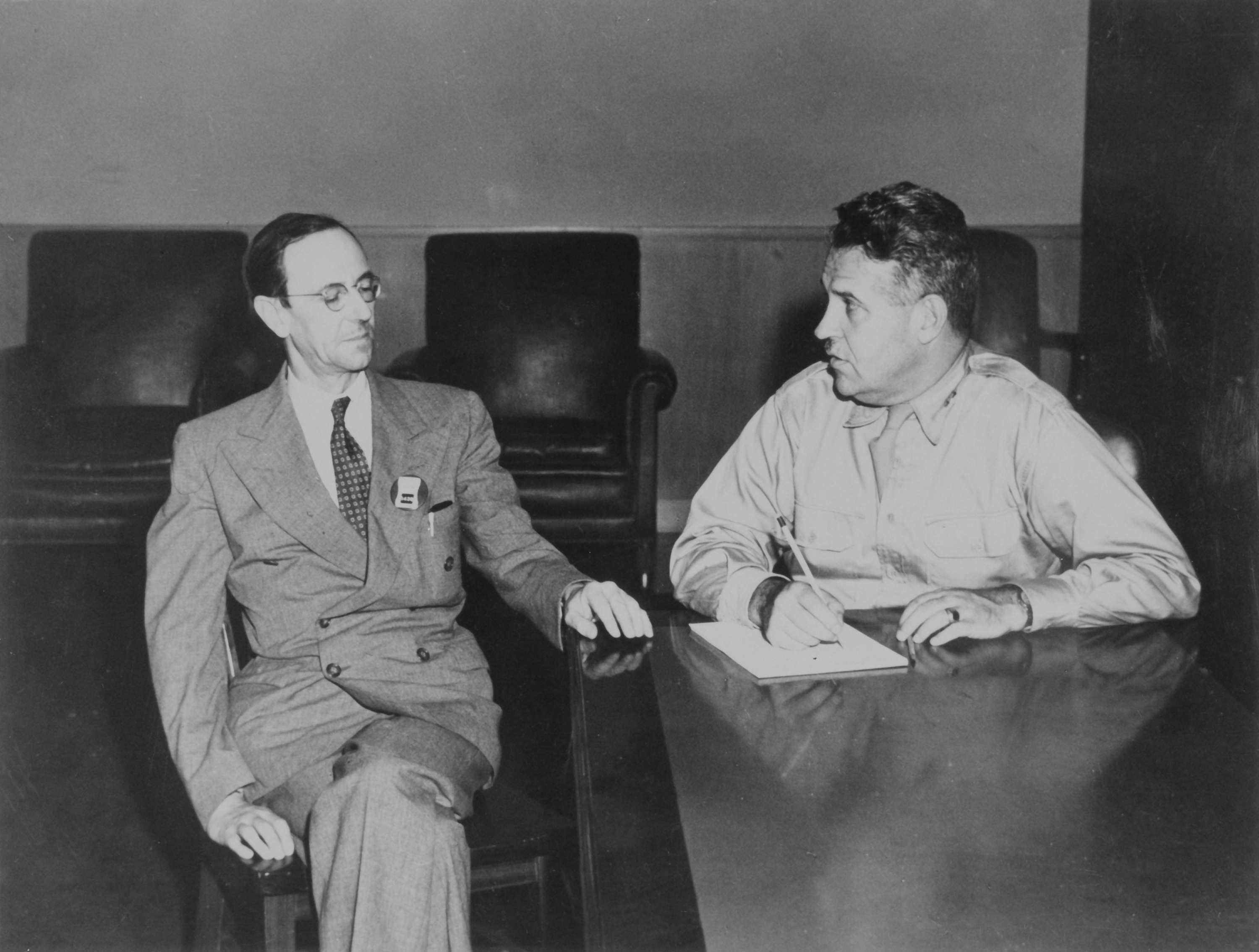
Британский физик Джеймс Чедвик (слева) и руководитель Манхэттенского проекта генерал Лесли Гровс

Великобритания внесла значительный вклад в реализацию Манхэттенского проекта, предпринятого США во время Второй мировой войны для разработки ядерного оружия.
После открытия деления ядра урана в марте 1940 года Рудольф Пайерлс и Отто Фриш из Бирмингемского университета подсчитали, что критическая масса чистого урана-235 составляет всего от 1 до 10 килограммов (от 2,2 до 22,0 фунта) и способна произвести взрыв, равный по силе взрыву тысячи тонн динамита. Меморандум Фриша-Пайерлса побудил правительство Великобритании инициировать проект разработки атомной бомбы, известный как Tube Alloys. Марк Олифант, австралийский физик, работавший в Великобритании, во время визита в США в 1941 году сыграл важную роль в распространении результатов отчета комитета Мауд. Первоначально британский ядерный проект был более масштабным и продвинутым, но после того, как США вступили во Вторую мировую войну, американский ядерный проект вскоре обогнал и затмил свой британский аналог. В связи с этим британское правительство решило «влиться» в американский проект, на время отложив собственные ядерные амбиции.
В августе 1943 года премьер-министр Великобритании Уинстон Черчилль и президент США Франклин Рузвельт подписали Квебекское соглашение, которое предусматривало сотрудничество между двумя странами в сфере ядерных исследований. В соответствии с Квебекским соглашением были учреждены Комитет по комбинированной политике и Фонд совместного развития для координации усилий США, Великобритании и Канады. Следующее соглашение между лидерами двух стран — Hyde Park Agreement, заключённое в сентябре 1944 года, распространило сотрудничество в ядерной сфере на послевоенный период. Британская миссия во главе с Уоллесом Экерсом оказала помощь в разработке газодиффузионной технологии в Нью-Йорке. Великобритания также производила порошковый никель, необходимый для процесса газовой диффузии. Другая миссия, возглавляемая Олифантом, который был заместителем директора Лоуренсовской лаборатории в Беркли, оказывала помощь в процессе разделения изотопов. Главой британской миссии в Лос-Аламосской лаборатории был известный физик Джеймс Чедвик, который возглавлял многонациональную команду учёных-атомщиков, куда входили сэр Джеффри Тейлор, Джеймс Так, Нильс Бор, Пайерлс, Фриш и Клаус Фукс, который, как впоследствии выяснилось, сотрудничал с советской разведкой. Четыре члена британской миссии стали руководителями групп в Лос-Аламосе. Уильям Пенни наблюдал за бомбардировкой Нагасаки и участвовал в ядерных испытаниях на атолле Бикини в 1946 году.
Британско-американское сотрудничество по Манхэттенскому проекту завершилось с принятием в США Закона об атомной энергии 1946 года, известного как закон Мак-Магона. Последний британский правительственный служащий, Эрнест Титтертон, покинул Лос-Аламос 12 апреля 1947 года. После этого Великобритания приступила к реализации собственной программы разработки ядерного оружия, и стала третьей ядерной державой в октябре 1952 года.

## Предыстория

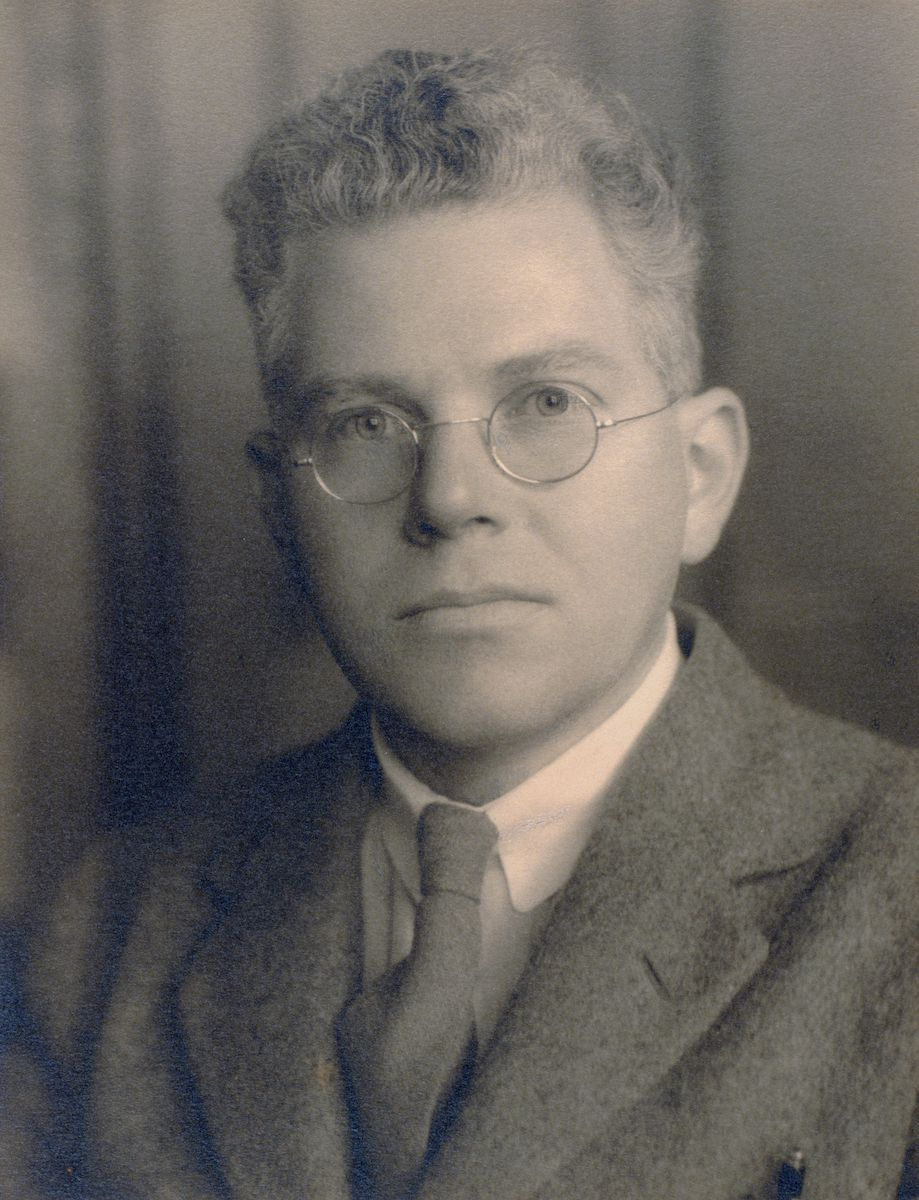
Австралийский физик Марк Олифант

Открытие деления ядер урана, совершённое в 1938 году немецкими физиками Отто Фришем, Фрицем Штрассманном, Лизой Мейтнер и Отто Ганом сделало реальным создание чрезвычайно мощной атомной бомбы. Возможность создания ядерного оружия в третьем рейхе вызвала особое беспокойство у физиков, эмигрировавших из нацистской Германии . В связи с этим жившие в США Лео Силард, Юджин Вигнер и Альберт Эйнштейн обратились с письмом к президенту США Ф.Рузвельту с предупреждением об опасности. Рузвельт отреагировал на это письмо, создав Консультативный комитет по урану.
Аналогичные опасения в Великобритании высказывали лауреаты Нобелевской премии по физике Джордж Томсон и Уильям Брэгг, которые довели свои соображения до секретаря Комитета обороны империи генерала Г. Исмея. Исмей, в свою очередь, посоветовался с известным химиком сэром Генри Тизардом, ректором Имперского колледжа и советником У. Черчилля. Как и многие учёные, Тизард скептически относился к вероятности создания атомной бомбы, считая, что шансы на успех составляют 1 к 100 000. Тем не менее, правительство Великобритании предприняло ряд мер по организации ядерных исследований. Д. Томсону в Имперском колледже и параллельно Марку Олифанту, австралийскому физику из Бирмингемского университета, было поручено провести серию экспериментов с ураном. К февралю 1940 года команде Томсона не удалось создать цепную реакцию в природном уране, и он решил, что работу не стоит продолжать. В то же время команда Олифанта пришла к совершенно иному выводу. Олифант поручил эту задачу двум немецким учёным, эмигрировавшим из нацистской Германии — Рудольфу Пайерлсу и Отто Фришу, которые рассчитали критическую массу чистого урана-235 (единственного делящегося изотопа урана, обнаруженного в значительном количестве в природе) и обнаружили, что она составляет всего лишь от 1 до 10 килограммов (от 2,2 до 22,0 фунтов), а не тонны, как предполагалось ранее, и способна произвести взрыв, равный по мощности тысяче тонн динамита.
М. Олифант направил меморандум Фриша-Пайерлса Тизарду, что привело к созданию комитета Мауд для ведения дальнейших работ с ураном. Олифант продолжал руководить этими работами и в июле 1941 года подготовил два подробных отчёта, в которых был сделан вывод о том, что создание атомной бомбы не просто технически реально, но и может быть осуществлено до конца войны, возможно, всего за два года. После этого комитет Мауд единогласно рекомендовал в срочном порядке продолжить разработку атомной бомбы, хотя и признал, что для этого потребуются ресурсы, превышающие возможности Великобритании. Для координации работ по атомной бомбе было создано новое управление, известное как Tube Alloys. Министром, ответственным за проект, стал сэр Джон Андерсон, лорд-председатель Совета, а директором проекта Tube Alloys — Уоллес Экерс из компании Imperial Chemical Industries (ICI) .

## Начало британско-американского сотрудничества и кризис 1942 года

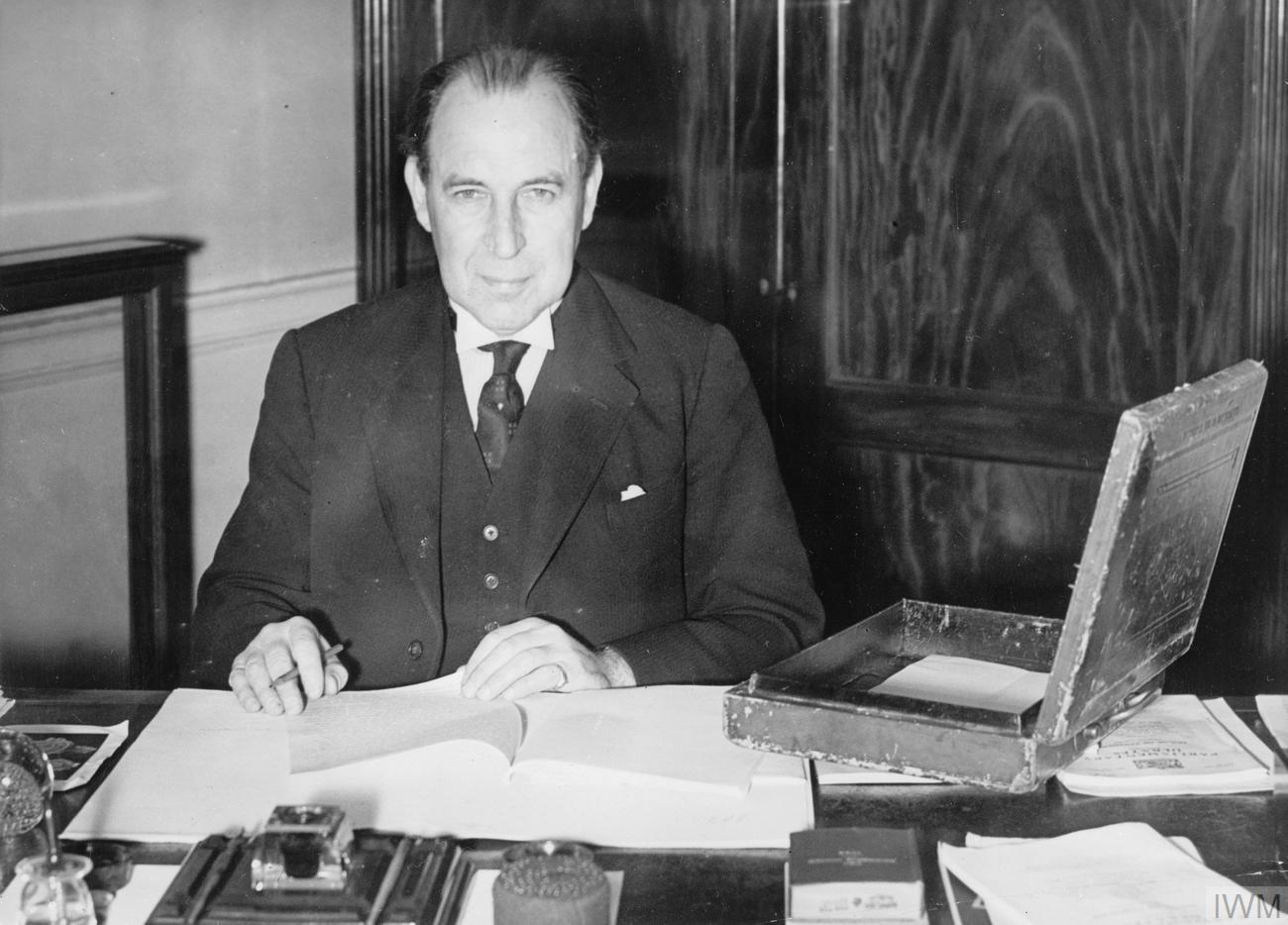
Сэр Джон Андерсон, министр, ответственный за проект Tube Alloys.

В июле 1940 года Великобритания предложила предоставить США доступ к своим исследованиям в ядерной сфере. Джон Кокрофт из миссии Тизарда выяснил, что американские ядерщики в своих исследованиях продвинулись не так далеко, как британцы. В связи с этим выводы Комитета Мауд были переданы США, но эта информация не дошла до ключевых американских физиков, в чём убедился один из членов Комитета, М.Олифант, во время визита в США в конце августа 1941 года. В ходе визита Олифант встретился с представителями Комитета по урану и посетил Беркли, где обстоятельно пообщался с Эрнестом Лоуренсом. По итогам встречи с Олифантом Лоуренс принял решение начать собственные исследования урана в национальной лаборатории Беркли, и, свою очередь, привлёк к работе Джеймса Конанта, Артура Комптона и Джорджа Пеграма. Благодаря миссии Олифанта ведущие американские физики осознали потенциальную мощь атомной бомбы, что способствовало активизации работ. Опираясь на британские данные, директор Управления научных исследований и разработок (OSRD) Вэнивар Буш проинформировал президента Рузвельта и вице-президента Уоллеса о состоянии ядерного проекта на встрече в Белом доме 9 октября 1941 года.
Буш и Конант в августе 1941 года направили Великобритании предложение об организации совместного британско-американского ядерного проекта, но британские официальные лица на него не отреагировали. В ноябре 1941 года Фредерик Ховде, глава лондонского отделения OSRD, вновь поднял вопрос о сотрудничестве и обмене информацией по ядерным исследованиям на переговорах с министром Д. Андерсоном и первым советником Черчилля по науке лордом Черуэллом. Британские чиновники возражали против организации обмена информацией, руководствуясь якобы соображениями безопасности. По иронии судьбы, в британский ядерный проект в это время уже проникли агенты советской разведки.
В силу нехватки ресурсов реализация проекта Tube Alloys отставала от своего американского аналога. Великобритания тратила на исследования и разработки около 430 000 фунтов стерлингов в год, а компания Metropolitan-Vickers строила газодиффузионные установки для обогащения урана стоимостью 150 000 фунтов стерлингов, в то время как расходы Манхэттенского проекта составили 8 750 000 фунтов стерлингов на исследования и разработки, а также были заключены контракты на строительство на сумму 100 млн фунтов стерлингов по фиксированной ставке военного времени в четыре доллара за фунт. 30 июля 1942 года Андерсон сообщил премьер-министру Черчиллю: «Мы должны признать тот факт, что … [наша] новаторская работа …- это истощающийся актив, и если мы быстро его не капитализируем, нас опередят. Пока у нас есть реальный вклад в „общий проект“, но скоро он станет крохотным или исчезнет совсем».
Отношения между США и Великобританией в 1942 году изменились по сравнению с 1941 годом. Американцы стали подозревать, что британцы стремятся обеспечить себе после войны коммерческие выгоды от использования ядерных технологий, и генерал Лесли Гровс, возглавивший Манхэттенский проект 23 сентября 1942 года, хотел усилить режим безопасности проекта, введя политику строгой изоляции, аналогичную политике британских властей в отношении разработки радаров. В американских политических кругах созревало убеждение, что в ядерном проекте США не нуждаются в помощи извне. Военный министр США Генри Стимсон считал, что, поскольку США выполняли «девяносто процентов работы» над бомбой, было бы «лучше, если бы мы пока не делились ничем большим, что могло бы нам помочь». В декабре 1942 года Рузвельт согласился ограничить обмен данными по ядерным исследованиям до того объёма, который Великобритания могла использовать во время войны, даже если бы это замедлило американский проект. Это привело к фактическому прекращению информационного обмена и взаимных визитов учёных-ядерщиков США и Великобритании.
В руководящих кругах Великобритании было проведено обсуждение возможности создать атомную бомбу без помощи США. Для этого была необходима газодиффузионная установка производительностью 1 килограмм (2,2 фунта) оружейного плутония в день, которая, по оценкам, стоила до 3 млн фунтов стерлингов, а в общей сложности — строительство стоимостью порядка 50 млн фунтов стерлингов. Ядерный реактор для производства 1 килограмма (2,2 фунта) плутония в день мог быть построен в Канаде, но на строительство требовалось до пяти лет и 5 млн фунтов стерлингов. Для реализации проекта также требовались установки для производства тяжелой воды, стоимостью от 5 до 10 млн фунтов стерлингов, и для производства металлического урана — 1,5 млн фунтов стерлингов. Также проекту требовалось 20 000 высококвалифицированных рабочих, 500 000 тонн стали и 500 000 кВт электроэнергии. Затраты ресурсов такого масштаба неизбежно повлекли бы срыв других военных проектов Великобритании, и, кроме того, британский ядерный проект не мог быть реализован в нужные сроки, чтобы повлиять на ход войны в Европе. Единодушным заключением участников обсуждения было предложение предпринять ещё одну попытку наладить сотрудничество с США в этом направлении.

## Возобновление сотрудничества

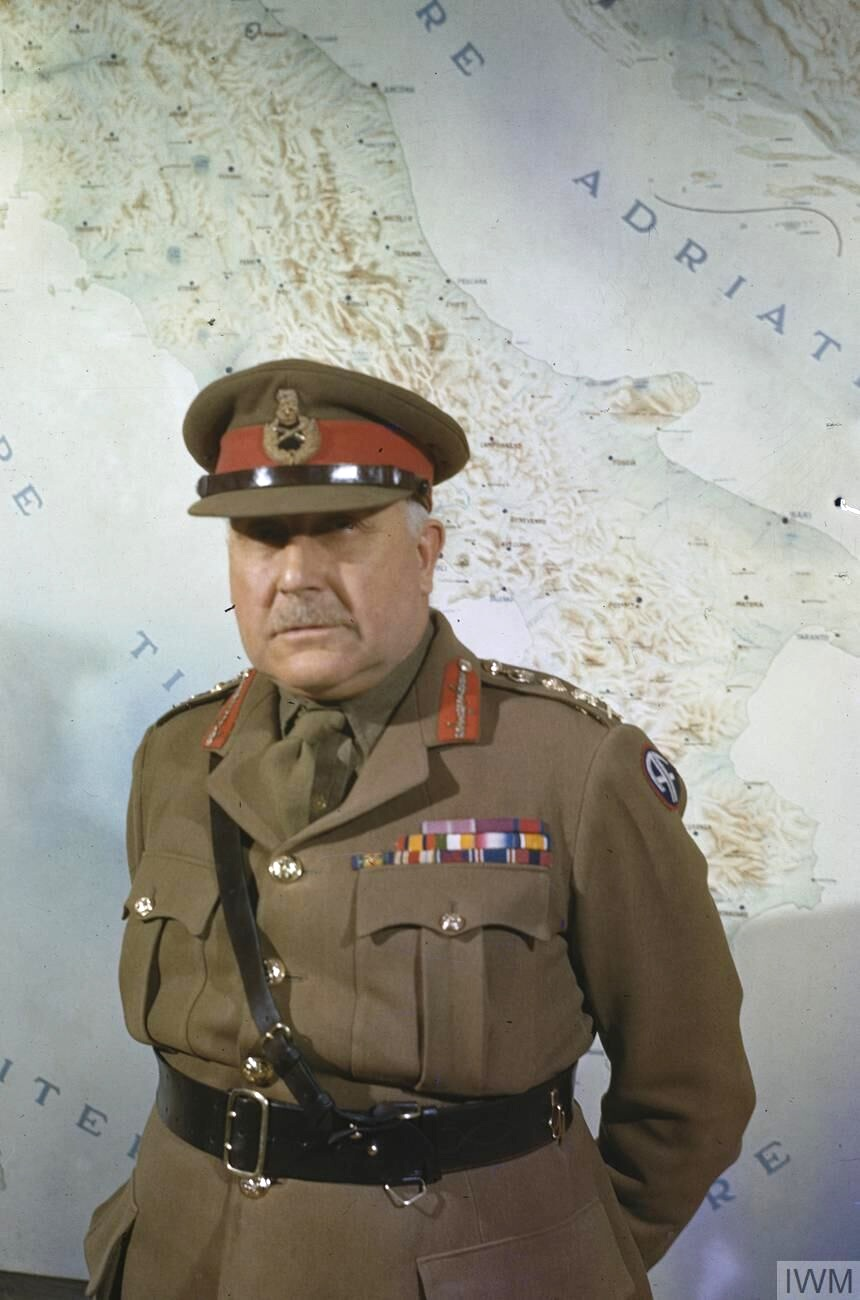
Фельдмаршал сэр Генри Уилсон, британский представитель в Объединённом политическом комитете

К марту 1943 года в кругах американских разработчиков наметились тенденции к возобновлению контактов с британскими коллегами. Высказывалось предположение, что Манхэттенский проект мог бы получить достаточную помощь от британского физика Джеймса Чедвика, открывшего нейтрон, и нескольких других ключевых специалистов. Буш, Конант и Гроувс хотели, чтобы Чедвик и Пайерлс обсудили проект бомбы с Робертом Оппенгеймером, а представители компании Келлог нуждались в информации британцев по проекту газодиффузионной установки.
Вопрос о возобновлении сотрудничества в области ядерных исследований Черчилль обсудил с Рузвельтом на Третьей Вашингтонской конференции 25 мая 1943 года. Рузвельт дал необходимые заверения, но дальнейших действий не последовало. После конференции В.Буш, Г.Стимсон и специальный представитель Рузвельта Уильям Банди встретились с Черчиллем, Черуэллом и Андерсоном в резиденции премьер-министра в Лондоне на Даунинг-стрит, 10. Никто из них не знал, что Рузвельт уже принял решение, направив Бушу 20 июля 1943 года директиву «возобновить в полной мере полный обмен мнениями с британским правительством относительно Tube Alloys».
Стимсон, который на конференции спорил с британцами о необходимости десанта во Францию, проявлял несогласие с ними во всём и рассуждал о необходимости хороших послевоенных отношений между двумя странами. Черчилль, со своей стороны, отрицал интерес Великобритании к коммерческому применению ядерных технологий. Лорд Черуэлл пояснил, что причина британской озабоченности послевоенным сотрудничеством была не в коммерческих вопросах, а в том, чтобы у Великобритании было ядерное оружие после войны. Затем Андерсон составил проект соглашения о полном обмене данными по ядерному проекту, которое Черчилль переформулировал «более высокопарным стилем». Известие о директиве Рузвельта Бушу поступило в Лондон 27 июля, и Андерсон был отправлен в Вашингтон с проектом соглашения. Итогом переговоров стало подписание Черчиллем и Рузвельтом Квебекского соглашения на Квебекской конференции 19 августа 1943 года.
В соответствии с Квебекским соглашением был создан Объединённый политический комитет (ОПК, англ. Combined Policy Committee) для координации усилий США, Великобритании и Канады в ядерном проекте. Представителями США в Объединённом политическом комитете были Г.Стимсон, В.Буш и Д.Конант, фельдмаршал Джон Дилл и полковник Джон Ллевеллин — представителями Великобритании, а К.Хау — Канады . Ллевеллин вернулся в Великобританию в конце 1943 года и был заменен в ОПК сэром Рональдом Яном Кэмпбеллом, которого, в свою очередь, сменил посол Великобритании в США лорд Галифакс в начале 1945 года. Дилл умер в Вашингтоне, округ Колумбия, в ноябре 1944 года, его сменил фельдмаршал сэр Генри Уилсон. Ещё до подписания Квебекского соглашения Эйкерс потребовал незамедлительного приезда в США Чедвика, Пайерлса, Олифанта и Фрэнсиса Саймона. Британские учёные прибыли в США в день подписания соглашения, 19 августа, рассчитывая, что смогут пообщаться с американскими коллегами, но не смогли этого сделать. Американские власти узнали о содержании Квебекского соглашения лишь две недели спустя. В течение следующих двух лет Объединённый политический комитет собирался лишь восемь раз.
Первое заседание ОПК состоялось 8 сентября 1943 года, на следующий день после того, как комитет возглавил Стимсон. На первом заседании был учрежден Технический подкомитет под председательством генерал-майора Вильгельма Штайера. Поскольку американцы опасались, что Экерс, войдя в состав Технического подкомитета, будет лоббировать интересы ICI, Ллевеллин включил в состав подкомитета Чедвика, планируя поставить последнего руководителем британского представительства в Манхэттенском проекте. Другими членами подкомитета стали научный консультант Гровса Ричард Толмен, и Джек МакКензи, председатель национального научно-исследовательского совета Канады. Было решено, что Технический подкомитет может действовать без консультаций с ОПК, если его решение будет единогласным. Технический подкомитет провёл своё первое заседание 10 сентября, но переговоры затянулись. Объединённый политический комитет ратифицировал предложения в декабре 1943 года, когда несколько британских учёных уже начали работу в Манхэттенском проекте в США.
Оставался нерешённым вопрос о сотрудничестве между Металлургической лабораторией Чикагского университета, где была продемонстрирована первая в мире самоподдерживающаяся цепная ядерная реакция, и Монреальской лабораторией. На заседании Объединённого политического комитета 17 февраля 1944 года Чедвик потребовал ресурсов для строительства ядерного реактора (известного в настоящее время как лаборатории Чок-Ривер). Великобритания и Канада согласились оплатить стоимость этого проекта, но тяжёлую воду для работы реактора пришлось поставлять США. В то время США контролировали в соответствии с контрактом на поставку единственную крупную производственную площадку на континенте — Consolidated Mining and Smelting Company в Трейле, Британская Колумбия. Учитывая, что это вряд ли окажет непосредственное влияние на ход военных действий, Конант отнёсся к этому предложению холодно, но реакторы на тяжёлой воде вызвали у сообщества разработчиков большой интерес. Гровс был готов обеспечить поставки тяжёлой воды, но с некоторыми ограничениями, в частности, Монреальская лаборатория получала доступ к данным Аргоннской лаборатории и графитового реактора X-10 в Ок-Ридже, но не имела доступа к производственным реакторам Хэнфордского комплекса, а также не получала никакой информации об оружейном плутонии. Эти условия были официально одобрены на заседании Объединённого политического комитета 19 сентября 1944 года. Канадский реактор ZEEP (Zero Energy Experimental Pile) вступил в строй 5 сентября 1945 года.
Чедвик полностью поддержал участие Великобритании в Манхэттенском проекте, отказавшись от всяких надежд на реализацию самостоятельного британского проекта во время войны. При поддержке Черчилля Чедвик стремился выполнять все запросы со стороны Гровса. По мере приближения конца войны потребности американцев в использовании британских учёных возрастали, что требовало отвлечения от участия в текущих военных проектах Андерсона, Черуэлла и сэра Эдуарда Эпплтона, постоянного секретаря Департамента научных и промышленных исследований, куратора Tube Alloys.
Соглашение Hyde Park Agreement, заключённое в сентябре 1944 года Черчиллем и Рузвельтом, предусматривало продление как коммерческого, так и военного сотрудничества США и Великобритании в послевоенный период. Согласно условиям Квебекского соглашения, ядерное оружие не должно было применяться против другой страны без взаимного согласия. 4 июля 1945 года британский представитель в ОПК фельдмаршал Уилсон согласился, что использование ядерного оружия против Японии будет зарегистрировано как решение Объединённого политического комитета.

## Газодиффузионный проект
В ходе реализации проекта Tube Alloys британские физики достигли наибольших успехов в газодиффузионной технологии, и Чедвик изначально надеялся, что пилотная газодиффузионная установка будет построена в Великобритании. Эта технология была разработана в 1940 году в Кларендонской лаборатории Саймоном и тремя учёными-эмигрантами — венгром Николасом Курти, Генрихом Куном из Германии и Генри Армсом из США. Прототип газодиффузионного оборудования, две двухступенчатые модели и две десятиступенчатые модели были изготовлены компанией Metropolitan-Vickers по цене 150 000 фунтов стерлингов за четыре блока. Позже были добавлены две одноступенчатые машины. Задержки с поставками привели к тому, что эксперименты с одноступенчатой машиной не могли начаться до июня 1943 года, а с двухступенчатой машиной — до августа 1943 года. Две десятиступенчатые машины были поставлены в августе и ноябре 1943 года, но к этому времени исследовательская программа, для которой они были предназначены, была свёрнута.

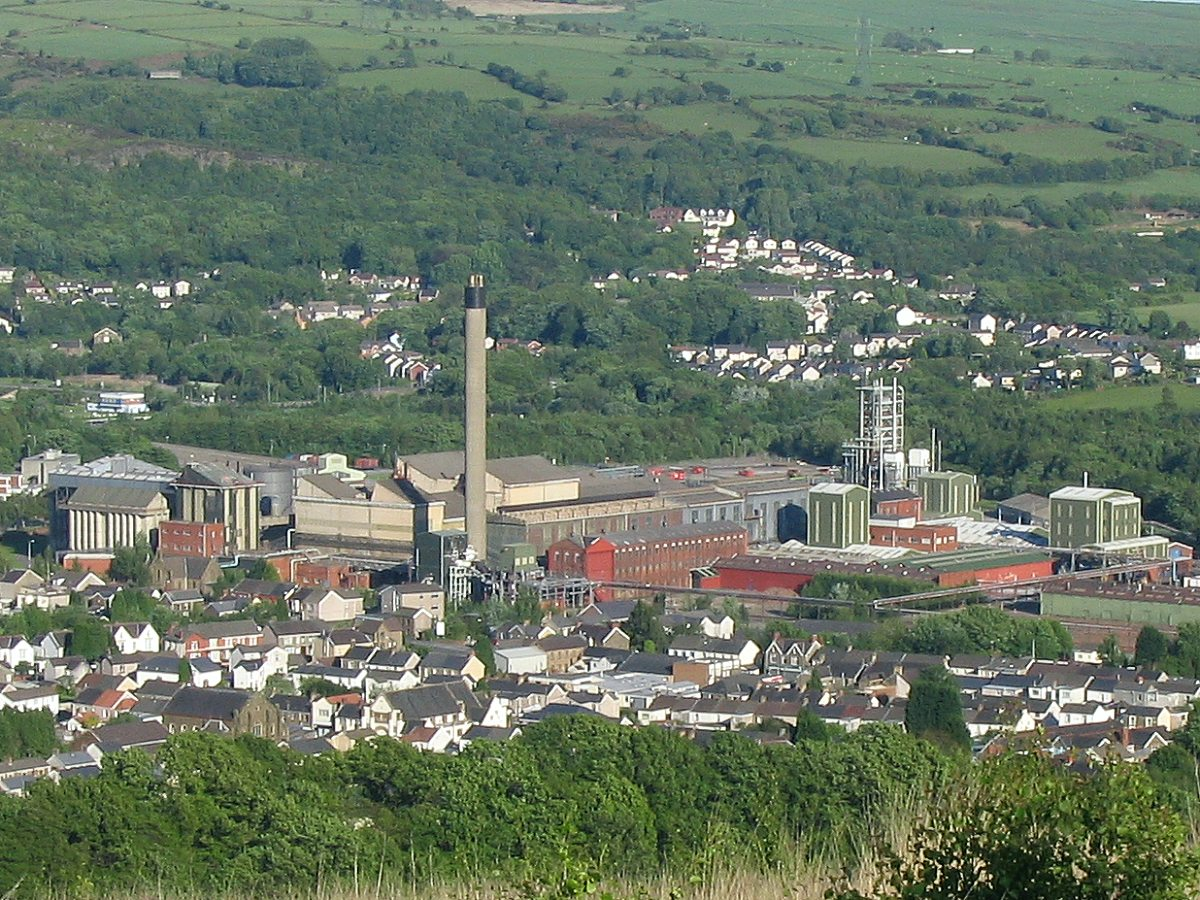
Завод в Клидече, Уэльс, где производился никелевый порошок, поставлявшийся для Манхэттенского проекта по ленд-лизу (вид 2006 года)

Квебекское соглашение позволило Саймону и Пайерлсу встретиться с представителями компании Kellex, которая проектировала и строила американский газодиффузионный завод для Union Carbide, и ознакомиться с установкой K-25 в Колумбийском университете — ведущем подразделении Манхэттенского проекта по исследованиям и разработкам процесса газовой диффузии. Годичная пауза в сотрудничестве неблагоприятно сказалась на ходе Манхэттенского проекта. Корпорации придерживались сжатых графиков, и американские инженеры не смогли учесть британские предложения, которые предполагали серьёзные изменения, построить же второй завод было невозможно. Тем не менее, американцы нуждались в британской помощи, и Гровс попросил прислать британскую миссию для оказания содействия в работах по газовой диффузии. Тем временем Саймон и Пайерлс были прикреплены к Kellex.
Британская миссия в составе Эйкерса и пятнадцати британских экспертов прибыла в США декабре 1943 года. К этому моменту у американских специалистов возникли серьёзные проблемы с мембраной Норриса-Адлера. Диффузионные мембраны из никелевого порошка и электроосажденной сетки из никеля были изобретены американским химиком Эдвардом Адлером и британским дизайнером интерьеров Эдвардом Норрисом в SAM Laboratories. Необходимо было принять решение, продолжать ли применять мембрану Норриса-Адлера или перейти на мембрану из порошкового никеля, изготавливаемую по технологии компании Kellex. До этого момента обе мембраны находились в стадии разработки. В лаборатории SAM было 700 человек, работающих над газовой диффузией, а в Kellex — около 900. Британские эксперты провели тщательный анализ и согласились, что мембрана Kellex лучше, но посчитали, что её вряд ли можно будет изготовить вовремя. Технический директор Kellex Персиваль Кейт не согласился с этим, утверждая, что его компания может произвести мембрану быстрее, чем мембрану Норриса-Адлера. Гровс, заслушав британских экспертов, 5 января 1944 года официально утвердил использование мембраны Kellex.
Армия США взяла на себя ответственность за закупку достаточного количества порошкообразного никеля нужного типа. В этом оказала содействие британская сторона. Единственной компанией, которая производила порошковый никель, была Mond Nickel Company из Клидеча, Уэльс. К концу июня 1945 года она поставила для нужд Манхэттенского проекта 5100 тонн никелевого порошка, оплаченного британским правительством и поставленного в США по обратному ленд-лизу.
Американцы планировали запустить завод К-25 на полную мощность к июню или июлю 1945 года. Британские специалисты сочли эти сроки чрезмерно оптимистичными и полагали, что, если не произойдет чуда, это будет вряд ли достигнуто до конца 1946 года. Позиция британцев возмутила их американских коллег, что привело к новому ослаблению сотрудничества, и часть британской миссии вернулась на родину в январе 1944 года. Вооружённые отчетом британской миссии, Чедвик и Олифант смогли убедить Гровса снизить уровень обогащения урана в установках К-25; его можно было улучшить до оружейного качества, подавая металл на электромагнитную установку. Несмотря на пессимистические прогнозы британцев, уже в июне 1945 года К-25 производила обогащённый уран.
После отъезда основной части британской миссии Пайерлс, Курти и Фукс остались в Нью-Йорке, где они работали с Kellex. В марте 1944 года к ним присоединились Тони Скирм и Фрэнк Киртон. Н.Курти вернулся в Англию в апреле 1944 года, а Киртон — в сентябре. Пайерлс перешёл в Лос-Аламосскую лабораторию в феврале 1944 года; Скирм последовал за ним в июле, а Фукс — в августе.

## Электромагнитное разделение изотопов
26 мая 1943 года Олифант написал Эпплтону, что изучает технологию электромагнитного разделения изотопов и разработал метод лучше, чем метод Лоуренса, что приведёт к повышению эффективности процесса в пять-десять раз и сделает возможным использовать этот процесс в Великобритании. Предложение Олифанта было рассмотрено Акерсом, Чедвиком, Пайерлсом и Саймоном, которые согласились с его обоснованностью. Большинство британских учёных в этот момент отдавало предпочтение газодиффузионному методу, в то же время существовала вероятность, что электромагнитное разделение может оказаться эффективным на заключительном этапе обогащения урана, при использовании металла, обогащённого газодиффузионным методом до 50 процентов, обогащая его до чистого урана-235. В связи с этим Олифант был освобождён от работы над радаром для работы над Tube Alloys, и начал цикл экспериментов по своему методу в Бирмингемском университете.
18 сентября 1943 года Олифант встретился с Гровсом и Оппенгеймером в Вашингтоне, округ Колумбия. Американцы попытались убедить учёного перейти на работу в Лос-Аламосскую лаборатории, но Олифант считал, что эффективнее будет его помощь Лоуренсу в электромагнитном проекте. Соответственно, Технический подкомитет ОПК распорядился, чтобы Олифант и шесть помощников отправились в Беркли, а затем перебрались в Лос-Аламос. Олифант обнаружил, что у него и Лоуренса были совершенно разные проекты, и американский проект к этому моменту был заморожен, но Лоуренс, который ещё в 1942 году выражал пожелание, чтобы Олифант принял участие в электромагнитном проекте , непременно хотел воспользоваться помощью Олифанта. Олифант привлёк к работе австралийского физика Гарри Мэсси, работавшего в Адмиралтействе над магнитными минами, а также Джеймса Стейерса и Стэнли Дьюка, которые работали с ним над резонаторным магнетроном. Эта первая группа отправилась в Беркли в ноябре 1943 года. Олифант обнаружил, что в Беркли не хватает ключевых специалистов, особенно физиков, химиков и инженеров. В связи с этим Олифант убедил сэра Дэвида Риветта, главу Совета по научным и промышленным исследованиям Австралии, освободить Эрика Буропа для работы в Манхэттенском проекте. Просьба учёного удовлетворена, и британская миссия в Беркли увеличилась до 35 человек, двое из которых, Робин Уильямс и Джордж Пейдж, были новозеландцами. В состав миссии входили M.Олифант, Г.Мэсси, Т. Оллибоун, Дж. Сэйерс, С. Дюк, Э. Буроп, О. Бунеманн, Г. Эмелеус, Р. Доутон, Д.Стэнли, К. Уилкинсон. М. Хейн, Дж. Кин, М. Мур, С. Роулендс, К. Уэтт, Р. Уильямс, Х. Томлинсон, Р. Ниммо, П. Старлинг, Г. Скиннер, М.Уилкинс, С.Карран, Д.Карран, У. Аллен, Ф. Смит, Г. Пейдж, Г. Моррис, М. Эдвардс, Ф.Бакстер, К. Милнер, Дж. Крэггс, А. Джонс, Г.Эванс, А. Смейлс.
Представители британской миссии заняли несколько ключевых позиций в электромагнитном проекте. Так, Олифант стал де-факто заместителем Лоуренса и руководил радиационной лабораторией Беркли во время отсутствия последнего. Участие Олифанта выходило за рамки чисто научных проблем и касалось организационных вопросов, таких как расширение электромагнитной установки, хотя в этом он и не добился успеха. Весомый вклад в проект внесли британские химики, в частности, Гарри Эмелеус и Ф.Бакстер. Последний был руководителем исследований в ICI, а в 1944 году был направлен на Клинтонский инженерный завод в Ок-Ридж, где стал личным помощником генерального директора. Гровс не придал значения тому, что
Бакстер ранее работал в ICI. Сотрудникам британской миссии был предоставлен полный доступ к электромагнитному проекту как в Беркли, так и на заводе Y-12 в Ок-Ридже, где проводилось разделение изотопов электромагнитным способом. Часть персонала британской миссии работала в Беркли и Ок-Ридже всего несколько недель, но большая его часть оставалась до конца войны. Олифант вернулся в Великобританию в марте 1945 года, на посту главы британской миссии в Беркли его сменил Мэсси.

## Лос-Аламосская лаборатория

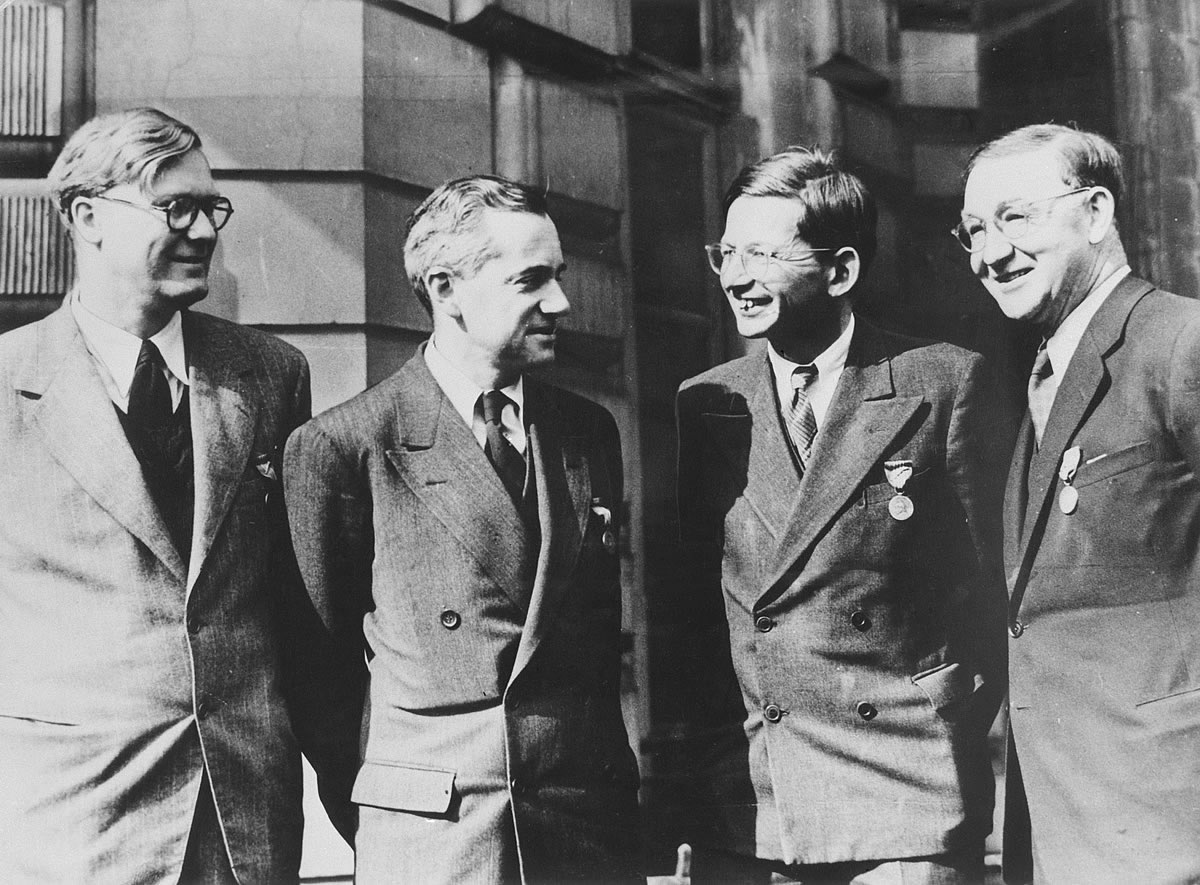
Уильям Пенни, Отто Фриш, Рудольф Пайерлс и Джон Кокрофт, награждённые американской Медалью свободы за заслуги в Манхэттенском проекте

После возобновления сотрудничества в сентябре 1943 года Гровс и Оппенгеймер сообщили Чедвику, Пайерлсу и Олифанту о существовании Лос-Аламосской лаборатории. Оппенгеймер хотел, чтобы все трое британских учёных отправились в Лос-Аламос как можно скорее, но было решено, что Олифант поедет в Беркли, чтобы работать над электромагнитным разделением изотопов, а Пайерлс — в Нью-Йорк, чтобы работать над процессом газовой диффузии. В отношении Чедвика Гровс первоначально предполагал, что он будет возглавлять работу всей группы британцев, но вскоре от этого отказались. Британские учёные работали в большинстве подразделений Лос-Аламосской лаборатории, за исключением тех, что занимались химией плутония и металлургией.
13 декабря 1943 года в Лос-Аламос прибыли первые британские специалисты — Отто Фриш, Эрнест Титтертон и его жена Пегги. Фриш продолжил свою работу по исследованиям критической массы урана, для которой Титтертон разработал электронные схемы для генераторов высокого напряжения, генераторы рентгеновского излучения, таймеры и схемы зажигания. Пегги Титтертон, обученный лаборант по физике и металлургии, была одной из немногих женщин, работавших в Лос-Аламосе на технических должностях. Чедвик приехал в Лос-Аламос 12 января 1944 года, но пробыл там всего несколько месяцев, после чего вернулся в Вашингтон.
Когда Оппенгеймер назначил Ханса Бете руководителем престижного теоретического отдела Лос-Аламосской лаборатории, это возмутило Эдварда Теллера, который руководил собственной группой, задачей которой была разработка «супер-бомбы» Теллера, и в конечном итоге он был назначен в F-подразделение Энрико Ферми. Затем Оппенгеймер обратился к Гровсу с просьбой прислать Пайерлса, чтобы занять место Теллера в теоретическом отделе. Пайерлс прибыл из Нью-Йорка 8 февраля 1944 года и впоследствии сменил Чедвика на посту главы британской миссии в Лос-Аламосе. Эгон Бретчер работал в супергруппе Теллера, как и Энтони Френч, который позже вспоминал, что «не имел никакого отношения к атомной бомбе, когда отправился в Лос-Аламос». Четыре члена британской миссии стали руководителями групп: Бретчер («Суперэксперименты»), Фриш («Критические сборки и ядерные спецификации»), Пайерлс («Гидродинамика имплозии») и Джордж Плачек («Компоненты оружия»). Членами британской миссии в Лос-Аламосе были: Нильс Бор и Оге Бор (Дания), Эгон Бретчер, Джеймс Чедвик, лорд Черуэлл, Борис Дэвидсон, Энтони Френч, Отто Фриш, Клаус Фукс, Джеймс Хьюз, Деррик Литтлер, Карсон Марк (Канада), Уильям Марли, Дональд Маршал, Г.Макмиллан, Филип Мун, миссис Филип Мун, Марк Олифант (Австралия), Рудольф Пайерлс, лорд Портал, Уильям Пенни, Георг Плачек, Майкл Пул, Джозеф Ротблат (Польша), Херольд Ширд, Тони Скирм, Джеффри Тейлор, Эрнест Титтертон, миссис Эрнест Титтертон, Джеймс Так и У. Вебстер.
Нильс Бор и его сын Оге, работавший помощником отца, прибыли в Лос-Аламос 30 декабря 1943 года в качестве консультантов. Н.Бор и его семья бежали из оккупированной Дании в Швецию, откуда на бомбардировщике De Havilland Mosquito перелетели в Англию, где знаменитый физик присоединился к проекту Tube Alloys. В Америке Бор смог посетить Ок-Ридж и Лос-Аламос, где встретил многих своих бывших учеников. Бор прибыл в США в критический для Манхэттенского проекта момент, и по инициативе учёного было проведено несколько экспериментов по делению ядер урана. Бор сыграл важную роль в разработке отражателя нейтронов, а также в разработке и внедрении модулированного инициатора нейтронов. Присутствие знаменитого учёного подняло моральный дух сотрудников и помогло улучшить управление Лос-Аламосской лабораторией.
Физики-ядерщики, работавшие в Лос-Аламосе, знали о делении ядер, но не знали гидродинамику обычных взрывов. В результате в команду физиков были введены два сотрудника, которые внесли значительный вклад в это направление. Первым из них был Джеймс Так, специалист по кумулятивным зарядам, используемых в противотанковом оружии для пробивания брони. Что касается конструкции плутониевой бомбы, то сотрудники Лос-Аламосской лаборатории были против того, чтобы изготавливать бомбу имплозивного типа. Д.Так, направленный в Лос-Аламос в апреле 1944 года, предложил для устройства бомбы концепцию взрывных линз, которая и была воплощена в жизнь. Так в тесном сотрудничестве с Сетом Неддермайером разработали модулированный инициатор для бомбы. Эта работа имела решающее значение для разработки плутониевой атомной бомбы: итало-американский ученый Бруно Росси впоследствии заявил, что без работы Така плутониевая бомба не могла бы взорваться в августе 1945 года. Другим сотрудником был сэр Джефри Тейлор — британский физик, математик и специалист по гидродинамике. Чедвик сообщил в Лондон, что присутствие Тейлора в Лос-Аламосе настолько важно, «что всё, кроме похищения, будет оправдано». Д.Тейлор, прибыв в Лос-Аламос, предоставил важные сведения о неустойчивости Рэлея-Тейлора. Острая потребность в специалистах по взрывчатым веществам также побудила Чедвика добиться привлечения к Манхэттенскому проекту Уильяма Пенни из Адмиралтейства и Уильяма Марли из Лаборатории транспортных исследований. Пайерлс и Фукс работали над гидродинамикой взрывных линз. Бете считал Фукса «одним из самых ценных людей в моем отделе» и «одним из лучших физиков-теоретиков, которые у нас были».

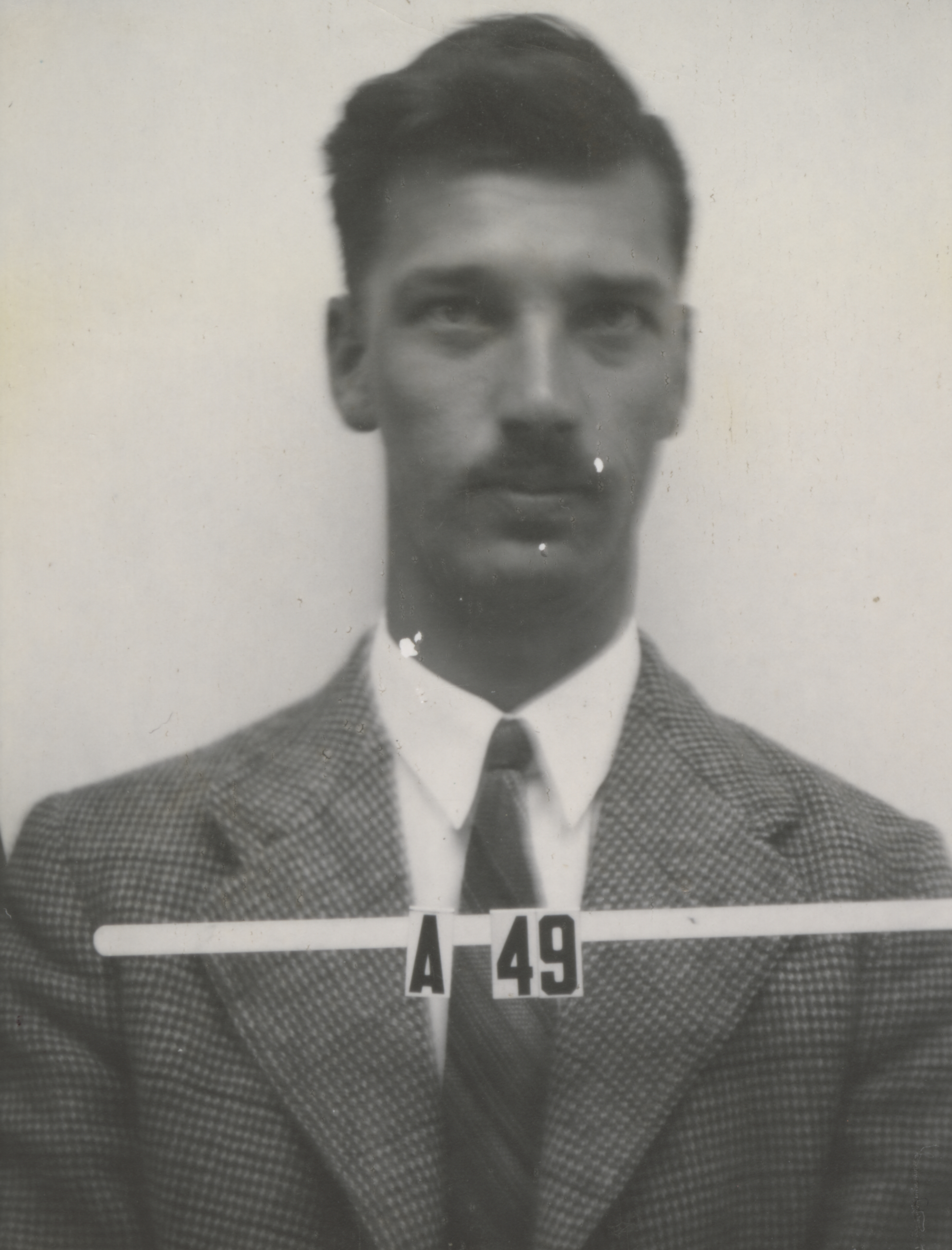
Фотография Джеймса Така на пропуске в Лос-Аламосскую лабораторию

Уильям Пенни был членом рабочей группы, созданной Гровсом для отбора японских городов — мишеней для атомных бомбардировок, а также присутствовал на Тиниане в ходе проекта «Альберта» в качестве специального консультанта. Среди его обязанностей была оценка последствий ядерного взрыва, и Пенни подготовил расчёты, на какой высоте следует взрывать атомные бомбы для достижения максимального эффекта при атаках на Германию и Японию. Вместе с командиром группы капитаном Леонардом Чеширом, посланным фельдмаршалом Уилсоном в качестве британского представителя, Пенни наблюдал за бомбардировкой Нагасаки с самолёта-наблюдателя Big Stink. Пенни также участвовал в послевоенной научной миссии Манхэттенского проекта в Хиросиму и Нагасаки, в ходе которой оценивался масштаб ущерба, нанесенного бомбами.
По оценке Х.Бете:

Для работы теоретического отдела Лос-Аламосской лаборатории во время войны сотрудничество с британской миссией было абсолютно необходимо … Очень трудно сказать, что произошло бы в других условиях. Работа теоретического отдела была бы намного труднее и намного менее эффективна без членов британской миссии, и не исключено, что наше ядерное оружие было бы значительно менее эффективным в этом случае.— 
С декабря 1945 года члены британской миссии начали возвращаться в Великобританию. Пайерлс уехал в январе 1946 года. По просьбе Норриса Брэдбери, сменившего Оппенгеймера на посту директора Лос-Аламосской лаборатории, Фукс оставался работать до 15 июня 1946 года. Восемь британских учёных — трое из Лос-Аламоса и пятеро из Великобритании — участвовали в операции Crossroads (ядерное испытание на атолле Бикини в Тихом океане). С принятием Закона об атомной энергии 1946 года, известного как Закон Мак-Магона, все британские специалисты были вынуждены покинуть проект. Титтертон по особому разрешению оставался в США до 12 апреля 1947 года, с его отъездом деятельность британской миссия была окончательно завершена. Карсон Марк остался в Лос-Аламосе, поскольку он был канадским государственным служащим, в 1947 году возглавил теоретический отдел лаборатории и занимал эту должность до выхода на пенсию в 1973 года. Он получил гражданство США в 1950-х..

## Поставки урана

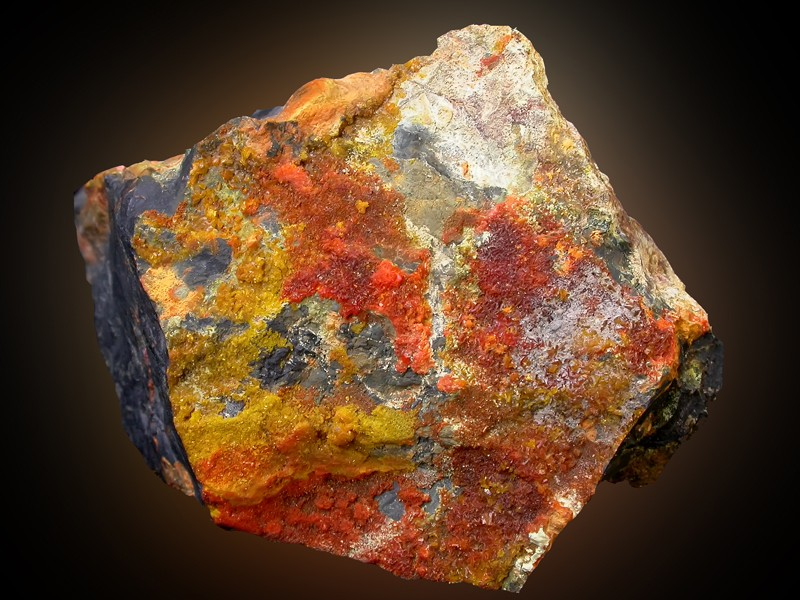
Урановая руда из рудника Шинколобве, Конго

Объединённый политический комитет 17 февраля 1944 года предложил создать специальную организацию — Объединённый фонд развития (англ. Combined Development Trust) — для координации поставок урановой руды в интересах Манхэттенского проекта. Декларация о создании фонда была подписана Черчиллем и Рузвельтом 13 июня 1944 года. Попечительский совет фонда был утверждён на заседании Объединённого политического комитета 19 сентября 1944 года. От США в совет вошли генерал Гровс, избранный председателем, геолог Чарльз Лейт и банкир Джордж Харрисон, от Великобритании — сэр Чарльз Хамбро, глава Британской миссии по сырью в Вашингтоне, и Фрэнк Ли из Казначейства Его Величества, от Канады — Джордж Бейтман, заместитель министра и член Канадского совета по ресурсам.
Роль Объединённого фонда развития заключалась в закупке или установлению контроля за минеральными ресурсами, необходимыми для Манхэттенского проекта. Во время войны Великобритания мало нуждалась в урановой руде, но стремилась обеспечить её поставки для собственной будущей программы создания ядерного оружия. Предполагалось, что финансирование поставок урановой руды будет осуществляться наполовину от США, наполовину — от Великобритании и Канады. Первоначальные $12,5 миллионов были переведены Гровсу со специального счёта министра финансов США Генри Моргентау-младшего, который не подлежал обычному бухгалтерскому контролю. К тому времени, когда Гровс ушел из фонда в конце 1947 года, на контролируемый им счёт фонда в Bankers Trust поступило $37,5 миллионов. С этого секретного счёта производились платежи поставщикам.
Великобритания взяла на себя ведущую роль в переговорах по восстановлению уранового рудника Шинколобве в Бельгийском Конго, самого богатого в мире источника урановой руды. Рудник принадлежал англо-бельгийской компании Union Minière du Haut Katanga (UMHK), после оккупации Бельгии нацистской Германией был затоплен и закрыт, но ещё в сентябре 1940 года директор UMHK Эдгар Сенжье распорядился, чтобы половина имеющихся в Африке запасов урана — около 1050 тонн — была тайно отправлена в Нью-Йорк. Руда хранилась на складе в Статен-Айленде. В Нью-Йорк также была перенесена штаб-квартира UMHK с Сенжье во главе. Осенью 1942 года Гровс приказал своему подчинённому — подполковнику Кеннету Николсу встретиться с Сенжье и узнать у него, может ли компания UMHK поставлять урановую руду в США. Каково было удивление Николса, когда он узнал от Сенжье о наличии большого количества урановой руды, находящейся совсем рядом — в Нью-Йорке. В соответствии с достигнутой договорённостью запасы руды на Статен-Айленде были переданы армии США. Наряду с этим, в мае 1944 года сэр Джон Андерсон и посол Джон Винант заключили сделку с Сенжье и бельгийским правительством в эмиграции о возобновлении добычи на руднике Шинколобве и покупке 1750 тонн урановой руды по цене $1,45 за фунт. Объединённый фонд развития также заключил сделки на поставки урановой руды со шведскими компаниями. В августе 1943 года Олифант обратился к верховному комиссару Австралии в Лондоне сэру Стэнли Брюсу с просьбой о поставках урана из Австралии, а Андерсон обратился непосредственно к премьер-министру Австралии Джону Кэртину во время его визита в Великобританию в мае 1944 года с просьбой начать разведку месторождений урана в Австралии. Помимо урана, Объединённый фонд развития обеспечивал поставки тория из Бразилии, Голландской Ост-Индии, Швеции и Португалии. В то время уран считался редким минералом, и более распространенный в природе торий рассматривался как возможная альтернатива урану, поскольку торий можно было использовать для получения ещё одного изотопа урана — урана-233, также подходящего для изготовления атомных бомб.

## Разведка
В декабре 1943 года Гровс отправил Роберта Фурмана в Великобританию для создания в Лондоне Офиса связи Манхэттенского проекта в целях координации научной разведки с британским правительством. Руководителем лондонского Офиса связи Гровс назначил главу службы безопасности Манхэттенского округа капитана Горация Калверта, который формально получил должность помощника военного атташе США. Калверт работал совместно с Эриком Уэлшем, главой норвежского отделения MI6, и Майклом Перреном из Tube Alloys. В ноябре 1944 года Гровсом и Андерсоном был сформирован англо-американский разведывательный комитет в составе Перрена, Уэлша, Калверта, Фурмана и Р. Джонса.
Ещё до этого, 4 апреля 1944 года по настоянию Гроувса и Фурмана была создана миссия «Алсос» под командованием подполковника Бориса Паша для проведения разведки в отношении немецкого ядерного проекта. Британцы изначально рассматривали возможность создания собственной миссии, независимой от американцев, но в конце концов согласились участвовать в операции «Алсос» в качестве младшего партнера. Британскими членами миссии «Алсос» были: Х. Адамс, Дж. Барнс, командир крыла Р. Г. Сесил, майор Д. Гаттикер, полковник Ч. Хамбро, лейтенант Б. Хигман, майор Дж. Иболл, лейтенант К. Ли, подполковник М. Перрен, подполковник П. Ротуэлл, майор Х. Уоллворк, лейтенант-коммандер Э. Уэлш, лейтенант К. Уилсон. . В июне 1945 года Уэлш сообщил, что десять немецких физиков-ядерщиков, захваченные в плен миссией «Алсос», подвергаются риску расправы со стороны американцев, в связи с чем Джонс перевёз их в Фарм-Холл, загородный дом в Хантингдоншире близ Кембриджа, который использовался для тренировок МI6 и Управлением специальных операций. В доме была установлена подслушивающая аппаратура, и разговоры учёных записывались.

## Итоги

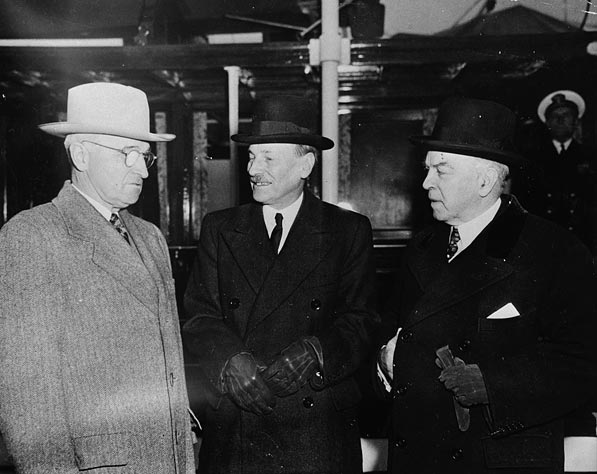
Президент США Гарри Трумэн, премьер-министры Великобритании и Канады Клемент Эттли и Макензи Кинг обсуждают проблемы ядерного оружия на борту президентской яхты «Секвойя», ноябрь 1945 г.

Гровс высоко ценил британские ядерные исследования и вклад британских учёных в Манхэттенский проект, но заявлял, что США добились бы успеха и без англичан. Он считал британскую помощь «полезной, но не жизненно важной», хотя признавал, что «без активного и постоянного британского интереса, вероятно, не было бы атомной бомбы, которую можно было бы сбросить на Хиросиму».
Британско-американское сотрудничество в ядерной сфере ненадолго пережило Вторую мировую войну. Президент США Рузвельт умер 12 апреля 1945 года, и заключённое им соглашение с Черчиллем — Hyde Park Agreement — не имело обязательной силы для следующей администрации. Более того, когда представитель Великобритании в ОПК Уилсон поднял этот вопрос на заседании комитета в июне 1945 года, американцы не смогли найти свой экземпляр соглашения Hyde Park Agreement (он был обнаружен лишь несколько[сколько?] лет спустя в бумагах военно-морского помощника Рузвельта вице-адмирала Уилсона Брауна). Британцы прислали Стимсону фотокопию соглашения 18 июля 1945 года, но даже тогда Гровс сомневался в подлинности документа.
Преемник Рузвельта Гарри Трумэн, госсекретарь США Джеймс Бирнс, Клемент Эттли, сменивший Черчилля на посту премьер-министра в июле 1945 года, и министр Джон Андерсон во время круиза по Потомаку провели совещание, по итогам которого согласились пересмотреть Квебекское соглашение. 15 ноября 1945 года Гровс, заместитель военного министра Роберт Паттерсон и Джордж Харрисон встретились с британской делегацией в составе Андерсона, Уилсона, верховного комиссара Великобритании в Канаде М. Макдональда, Чрезвычайного Посланника Великобритании в США Р. Макинса и Дениса Рикетта для составления коммюнике. Стороны согласились сохранить Объединённый политический комитет и Объединённый фонд развития. Требование Квебекского соглашения о «взаимном согласии» перед применением ядерного оружия было заменено требованием «предварительных консультаций», а упоминавшееся «полное и эффективное сотрудничество в области атомной энергии», в тексте более длинного Меморандума о намерениях, подписанного Гровсом и Андерсоном, было сведено к «области фундаментальных научных исследований». Трумэн и Эттли подписали коммюнике 16 ноября 1945 года в Белом доме.
Следующее заседание ОПК 15 апреля 1946 года не привело к заключению соглашения о сотрудничестве, в результате чего начался обмен посланиями между Трумэном и Эттли. 20 апреля Трумэн телеграфировал, что не видит подписанного им коммюнике, обязывающего США оказывать помощь Великобритании в проектировании, строительстве и эксплуатации атомных электростанций. В ответе Эттли от 6 июня 1946 года «не было лишних слов и не скрывалось недовольства нюансами дипломатической речи». Речь шла не только о техническом сотрудничестве, которое быстро сходило на нет, но и о распределении урановой руды. Ранее этот вопрос не беспокоил Великобританию, поскольку она во время войны не нуждалась в урановом сырье, поэтому вся руда, добытая на рудниках Конго, а также захваченная миссией «Алсос», переправлялась в США, но с началом собственного атомного проекта Великобритании также потребовалась руда. Чедвик и Гровс достигли соглашения, что она будет делиться поровну.
Закон Мак-Магона, известный также как Закон об атомной энергии, подписанный Трумэном 1 августа 1946 года и вступивший в силу в полночь 1 января 1947 года, положил конец техническому сотрудничеству между странами. Требования закона о контроле над «закрытыми данными» не позволяли союзникам США получать какую-либо информацию по ядерным разработкам. Учёным было отказано в доступе к статьям, написанным буквально за несколько дней до этого. Условия Квебекского соглашения оставались секретными, но высокопоставленные члены Конгресса США пришли в ужас, когда обнаружили, что оно предоставляет Великобритании право вето на использование ядерного оружия. Закон Мак-Магона вызвал недовольство как британских учёных, так и официальных лиц, и привёл политическое руководство Великобритании в январе 1947 года к решению о разработке собственного ядерного оружия. В январе 1948 года Буш, Джеймс Фиск, Кокрофт и Маккензи заключили соглашение, известное как modus vivendi, которое позволяло ограниченный обмен технической информацией по ядерным исследованиям между США, Великобританией и Канадой.
С началом «холодной войны» энтузиазм США по поводу союза с Великобританией также остыл. Опрос, проведённый в сентябре 1949 года, показал, что 72 процента американцев согласились с тем, что США не должны «делиться своими секретами атомной энергии с Англией». Ситуацию усугубил скандал 1950 года, когда стало известно, что Клаус Фукс сотрудничал с советской разведкой. Шпионский скандал повредил отношениям между США и Великобританией, что дало пищу противникам британско-американского сотрудничества в Конгрессе, таким как сенатор Бурк Хикенлупер.
Британское участие в Манхэттенском проекте позволило выработать значительный объём экспертных знаний, которые имели решающее значение для успеха послевоенной программы Великобритании по созданию ядерного оружия, хотя и не обошлось без важных пробелов, например, в сфере плутониевой металлургии. Создание Великобританией собственного ядерного оружия привело в 1958 году к внесению поправок в Закон об атомной энергии США и к возобновлению особых ядерных отношений между США и Великобританией в соответствии с Договором о взаимной обороне.